# Тайна Страны Земляники
«Та́йна Страны́ Земляни́ки» — советский рисованный мультипликационный фильм 1973 года, созданный на студии «Киевнаучфильм». По одноимённой сказке Радия Полонского.

## Сюжет
Мальчик Дениска и его подружка Лариска убегают из пионерского лагеря, чтобы набрать ягод. По дороге кто-то похищает у них компас. В погоне за похитителем они попадают в Страну Земляники, где подружились с хвастуном Кузькой и подлизой Кивом. Выясняется, что компас стащил Одноусый. Ябедник Муха доносит Одноусому о появлении в Стране чужих людей, и хулиганы (войско Одноусого) связывают пионеров и сажают их в тёмную яму. Но те, расположив к себе нескольких местных ребятишек, побеждают злого Одноусого, желавшего превратить всех детей в хвастунов, ябед, подлиз и хулиганов. Причём Одноусый работал не «сам от себя»: у него есть загадочный чёрный хозяин — страшилище, наслаждающееся детскими мучениями и черпающее силу из поглощаемой им земляники, при условии, что не сам чёрный хозяин её собирал…

Но ребята побеждают врагов и благополучно возвращаются домой.

## Отличия от сказки
В литературном оригинале ребят было трое: Антошка, Лариска и Дениска. Но мальчик, герой мультфильма, хоть по характеру и похож на Антошку, но назван Дениской для рифмы с Лариской. Отличается и возраст героев — в книге упоминается, что Лариска ещё не пионерка (то есть октябрёнок) и, соответственно, младше Дениски и Антошки. В мультфильме же Лариска и Дениска оба говорят, что они пионеры, и, судя по виду, они одного возраста.
В книге особую силу имели считалки, но каждую можно было использовать только один раз.
В книге Одноусый и чудовище были одним и тем же персонажем: когда Одноусый не поверил Лариске, та произнесла считалочку-присягалочку, которая должна была превратить того, кто врёт, в страшного урода (что и случилось с Одноусым).
В книге, помимо Кузьки, Кива и Мухи присутствовала завистница Гулька. Также, в отличие от мультфильма, в книге Муха был положительным персонажем.

## Создатели

Злодей Одноусый и его хозяин

| автор сценария            | Алла Грачёва |
| режиссёры                 | Алла Грачёва, Константин Чикин |
| художники-постановщики    | Жанна Покулитая, Т. Черни |
| композитор                | Леонид Вербицкий |
| оператор                  | Анатолий Гаврилов |
| звукооператор             | Игорь Погон |
| художники-мультипликаторы | Иван Давыдов, Александр Лавров, Марк Драйцун, Александр Мазаев, Валентин Кушнерёв, Адольф Педан, Елена Малашенкова (в титрах О. Малашенкова), Михаил Титов, Нина Чурилова, Константин Чикин, Ефрем Пружанский |
| ассистенты                | А. Тищенко, В. Рябкина, Е. Луцко, Юна Сребницкая, А. Назаренко, Н. Вострецов, С. Тесленко, И. Правдина, А. Мухин                                                                                              |
| роли озвучили             | Лина Будник, Людмила Игнатенко, Людмила Козуб, Владимир Коршун |
| редактор                  | Светлана Куценко |
| директор картины          | Иван Мазепа |

## Переиздания
Мультфильм дважды официально издавался для просмотра:
- В составе сборника «Я люблю мультфильмы — 9. Тайна страны земляники» на видеокассете формата VHS, выпущенного в 2001 году концерном «ВидеоСервис»[2].
- В составе сборника «Три Панька. Сборник мультфильмов» на DVD, выпущенного в 2006 году компанией «Мастер Тейп»[3].